# Yding
Yding er en landsby i Østjylland med 208 indbyggere  (2024). Landsbyen er en af Danmarks højest beliggende og ligger ved Yding Skov 2 kilometer vest for Yding Skovhøj, som er et af Danmarks højeste punkter. Yding ligger i Yding Sogn i Horsens Kommune. Nærmeste by er Østbirk fire kilometer mod syd. Der er 11 kilometer til Skanderborg mod nordøst og 19 kilometer til Horsens mod syd.
I byen findes bl.a. Yding Kirke, der er opført omkring år 1100.